# Règle de L'Hôpital
Pour les articles homonymes, voir L'Hôpital et L'Hospital.

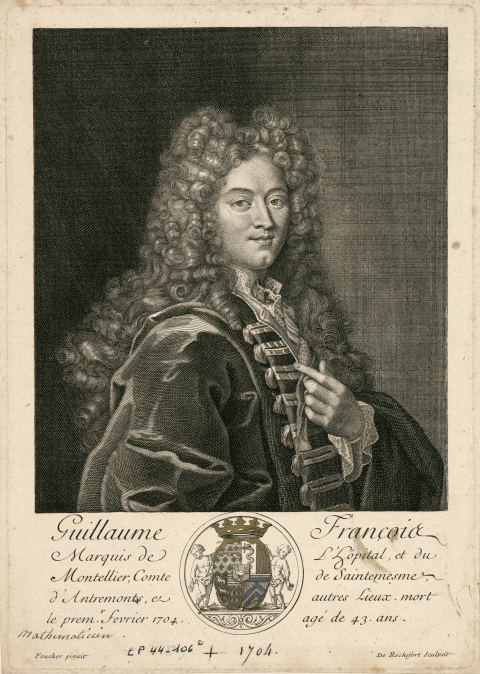
Guillaume de L'Hôpital, dont le livre Analyse des infiniment petits pour l'intelligence des lignes courbes introduit cette règle.

En mathématiques, et plus précisément en analyse, la règle (ou le théorème) de L'Hôpital (ou de L'Hospital), également appelée règle de Bernoulli, utilise la dérivée dans le but de déterminer les limites difficiles à calculer de la plupart des quotients. Le théorème de Stolz-Cesàro est un résultat analogue concernant des limites de suites, mais utilisant les différences finies au lieu de la dérivée.

## Historique
La règle porte le nom d'un mathématicien français du XVIIe siècle, Guillaume François Antoine, marquis de L'Hôpital, qui a publié l'Analyse des infiniment petits pour l'intelligence des lignes courbes (1696), premier livre de calcul différentiel à avoir été écrit en français. La règle de L'Hôpital apparaît dans cet ouvrage et constitue la proposition 1 de la section IX, § 163, p. 145 : l'objet de cette proposition consiste à donner la valeur d'une quantité {\displaystyle y} dépendant d'une variable {\displaystyle x} pour la valeur {\displaystyle a} de cette variable, lorsque {\displaystyle y} s'écrit comme une fraction dont le numérateur et le dénominateur s'annulent tous deux en {\displaystyle a}.
L'auteur de la règle est sans doute Jean Bernoulli, car L'Hôpital payait à Bernoulli une pension de 300 livres par an pour le tenir informé des progrès du calcul infinitésimal,, et pour résoudre les problèmes qu'il lui posait (comme celui de trouver la limite des formes indéterminées) ; de plus, ils avaient signé un contrat autorisant L'Hôpital à utiliser les découvertes de Bernoulli à sa guise. Quand L'Hôpital publia son livre, il reconnut ce qu'il devait à Bernoulli et, ne voulant pas se voir attribuer son travail, publia anonymement. Bernoulli affirma alors être l'auteur de l'ouvrage entier, ce qui fut longtemps dénié, et la règle fut nommée d'après L'Hôpital, bien qu'il n'ait jamais prétendu l'avoir inventée. En 1921 Paul Schafheitlin découvrit dans la bibliothèque de l'Université de Bâle des notes de cours de Bernoulli sur le calcul différentiel donnés entre 1691 et 1692, Lectiones de calculo differentialium. Les fortes similarités de ces notes avec le texte de L'Hôpital soutiennent la version de Jean Bernoulli sur les sources du livre.

## Énoncé des règles de L'Hôpital

### Principe
Soit {\displaystyle a} réel ou égal à {\displaystyle \pm \infty }, tel que les fonctions réelles {\displaystyle f} et {\displaystyle g} soient définies et dérivables au voisinage de {\displaystyle a}, la dérivée de {\displaystyle g} ne s'y annulant pas. Si nous essayons de déterminer la limite en {\displaystyle a} du quotient {\displaystyle f/g}, où le numérateur et le dénominateur tendent soit les deux vers zéro, soit les deux vers l'infini, alors nous pouvons dériver le numérateur et le dénominateur et déterminer la limite du quotient des dérivées. Si elle existe, la règle affirme que cette limite sera égale à la limite cherchée.
La règle, pour {\displaystyle f} et {\displaystyle g} définies (au moins) sur un intervalle d'extrémités {\displaystyle a} et {\displaystyle b}, est exposée ici pour des limites à droite en {\displaystyle a} avec {\displaystyle -\infty \leq a<b}. Elle est bien sûr transposable à gauche avec {\displaystyle b<a\leq +\infty } et la règle bilatérale, pour des limites épointées en un réel {\displaystyle a}, se déduit de la conjonction de ces deux règles latérales.

### Énoncé simple
Dans l'ouvrage de L'Hôpital, la règle qui apparaît est celle communément utilisée dans le cas de deux fonctions dérivables en {\displaystyle a} et telles que le quotient {\displaystyle {\frac {f'\!\left(a\right)}{g'\!\left(a\right)}}} soit défini : 

Si {\displaystyle f} et {\displaystyle g} sont deux fonctions définies sur {\displaystyle \left[a,b\right[}, dérivables en {\displaystyle a}, et telles que {\displaystyle f\!\left(a\right)=g\!\left(a\right)=0} et {\displaystyle g'\!\left(a\right)\neq 0}, alors {\displaystyle \lim _{x\to a^{+}}{\frac {f\!\left(x\right)}{g\!\left(x\right)}}={\frac {f'\!\left(a\right)}{g'\!\left(a\right)}}}.

### Généralisations
La règle de l'Hôpital a été généralisée à des situations où {\displaystyle f} et {\displaystyle g} sont supposées définies et dérivables à droite de {\displaystyle a} (ou à gauche de {\displaystyle a}), mais pas en {\displaystyle a} ({\displaystyle a} pouvant être réel ou infini). La première généralisation s'applique à des fonctions {\displaystyle f} et {\displaystyle g} dont la limite en {\displaystyle a} est nulle et la seconde à des fonctions {\displaystyle f} et {\displaystyle g} pour lesquelles la limite en {\displaystyle a} est infinie.

Soient {\displaystyle f} et {\displaystyle g} deux fonctions dérivables sur {\displaystyle \left]a,b\right[} et telles que {\displaystyle g'} ne s'annule pas.
1. Si {\displaystyle \lim _{a}f=\lim _{a}g=0} et {\displaystyle \lim _{a}{\frac {f'}{g'}}=\ell } alors {\displaystyle \lim _{a}{\frac {f}{g}}=\ell },,.
2. Si {\displaystyle \lim _{a}f=\lim _{a}g=+\infty } et si {\displaystyle \lim _{a}{\frac {f'}{g'}}=\ell } alors {\displaystyle \lim _{a}{\frac {f}{g}}=\ell }.

La généralisation 2 se montre sans utiliser l'hypothèse {\displaystyle \lim _{a}f=+\infty },. Aussi seule l'hypothèse {\displaystyle \lim _{a}g=+\infty } est-elle nécessaire, ce qui permet d'étendre le domaine d'application de la règle de l'Hôpital à des cas d'indétermination autres que {\displaystyle {\dfrac {\pm \infty }{\pm \infty }}}, notamment si {\displaystyle f} n'admet pas de limite en {\displaystyle a}.
Ces deux généralisations sont valides que {\displaystyle \ell } soit une limite réelle ou infinie. Leur démonstration utilise le « théorème de la moyenne de Cauchy » (cf. théorème des accroissements finis généralisé), avec plus de précaution pour la seconde,.

## Utilisations
La règle n'est utilisable qu'en cas d'indétermination. Par exemple
{\displaystyle -4=\lim _{x\to 1}{\frac {3x^{2}+1}{2x-3}}\neq \lim _{x\to 1}{\frac {6x}{2}}=3}.
Dans le cas d'indétermination de la forme « 0/0 », l'énoncé simple peut souvent être utilisé, ou — comme dans la démonstration du théorème d'« intégration » terme à terme d'un développement limité — la première généralisation.
Dans le cas d'indétermination de la forme « ∞/∞ », c'est la seconde généralisation que l'on va employer :
{\displaystyle \lim _{x\to +\infty }{\dfrac {\sqrt {x}}{\ln x}}=\lim _{x\to +\infty }{\dfrac {\frac {1}{2\,{\sqrt {x}}}}{\frac {1}{x}}}=\lim _{x\to +\infty }{\dfrac {\sqrt {x}}{2}}=+\infty }.
Parfois, il faudra utiliser plusieurs fois la règle de l'Hôpital pour parvenir au résultat :
- {\displaystyle \lim _{x\to 0}{\frac {\cos \left(2x\right)-1}{x^{3}+5x^{2}}}=\lim _{x\to 0}{\frac {-2\sin \left(2x\right)}{3x^{2}+10x}}=\lim _{x\to 0}{\frac {-4\cos \left(2x\right)}{6x+10}}={\frac {-2}{5}}} ;
- {\displaystyle \forall n\in \mathbb {N} \quad \lim _{x\to +\infty }{\frac {\exp x}{x^{n}}}=\lim _{x\to +\infty }{\frac {\exp x}{nx^{n-1}}}=\lim _{x\to +\infty }{\frac {\exp x}{n(n-1)x^{n-2}}}=\ldots =\lim _{x\to +\infty }{\frac {\exp x}{n!}}=+\infty }.

Certaines limites, qui n'apparaissent pas comme des limites de quotients, peuvent être obtenues avec cette règle :
{\displaystyle \lim _{x\to +\infty }x-{\sqrt {x^{2}-x}}=\lim _{x\to +\infty }{\frac {1-{\sqrt {1-1/x}}}{1/x}}=\lim _{h\to 0}{\frac {1-{\sqrt {1-h}}}{h}}=\lim _{h\to 0}{\frac {\frac {1}{2{\sqrt {1-h}}}}{1}}={\frac {1}{2}}}.

## Précautions à prendre
On remarquera que les formes généralisées ne donnent que des conditions suffisantes d'existence de la limite. Il existe donc des cas où la limite du quotient des dérivées n'existe pas et pourtant la limite du quotient des fonctions existe : 
{\displaystyle \lim _{x\to 0}{\frac {x^{2}\sin \left(1/x\right)}{x}}=\lim _{x\to 0}x\sin \left(1/x\right)=0}
alors que
{\displaystyle {\frac {2x\sin \left(1/x\right)-\cos \left(1/x\right)}{1}}} n'admet pas de limite en 0.
Enfin, on prendra soin de vérifier que {\displaystyle g'\!\left(x\right)} est bien non nul au voisinage de {\displaystyle a}, sinon la règle n'est pas applicable. Par exemple, si 
{\displaystyle f\!\left(x\right)=x+\cos x\sin x}
{\displaystyle g\!\left(x\right)=\mathrm {e} ^{\sin x}\left(x+\cos x\sin x\right)},
alors
{\displaystyle f'\!\left(x\right)=2\cos ^{2}x}
{\displaystyle g'\!\left(x\right)=\mathrm {e} ^{\sin x}\cos x\,\left(x+\sin x\cos x+2\cos x\right)}
donc
{\displaystyle \lim _{x\to +\infty }{\frac {f'\!\left(x\right)}{g'\!\left(x\right)}}=\lim _{x\to +\infty }{\frac {2\cos x}{\mathrm {e} ^{\sin x}\left(x+\sin x\cos x+2\cos x\right)}}=0}
mais
{\displaystyle {\frac {f\!\left(x\right)}{g\!\left(x\right)}}={\frac {1}{\mathrm {e} ^{\sin x}}}} n'admet pas de limite en {\displaystyle +\infty } car {\displaystyle {\frac {1}{\mathrm {e} ^{\sin x}}}} oscille entre {\displaystyle 1/{\rm {e}}} et {\displaystyle {\rm {e}}}.